# Церква Успіння Пресвятої Богородиці (Синівці)
Церква Успіння Пресвятої Богородиці в Синівцях — парафія і храм Лановецького благочиння Тернопільської єпархії Православної церкви України в селі Синівці Кременецького району Тернопільської области.
Оголошена пам'яткою архітектури місцевого значення (охоронний номер 1646).

## Історія церкви
На пагорбі села височіє храм Успіння Пресвятої Богородиці. У 60-х роках XIX століття попередня будівля згоріла, і громада села вирішила перевезти дерев'яну церкву з Великого Олексинця.
За матеріалами Волинського шематизму, храм спорудили у 1869 році за кошти парафіян. У 1870 році відбулося його освячення.
У 1884 році церкву поповнили новими іконами та розписами.
У 1886 році пофарбували дах.
У 2004–2005 роках у храмі провели реставраційні та малярні роботи, а у 2006 році оновили куполи.

## Парохи
- о. Степан Черняк (1953—?),
- о. Роман Франчук (1994—2001),
- о. Сергій Сіверський (з 2001).